# Weser-Gymnasium Vlotho
Das Weser-Gymnasium Vlotho (WGV) ist das einzige Gymnasium in der ostwestfälischen Stadt Vlotho in Nordrhein-Westfalen.

## Lage
Die Schule liegt im Ortsteil Vlotho, südlich der Innenstadt, auf dem Winterberg. Sie ist an den Schülerspezialverkehr angeschlossen und per Auto über die Winterbergstraße zu erreichen.
Der Bahnhof Vlotho ist rund einen Kilometer entfernt.

## Geschichte
Das Gymnasium wurde am 28. Juli 1868 als Privatschule Vlotho im Kuhlmannschen Haus in der Mühlenstraße gegründet. 1871 wurde der Lehrbetrieb in die sogenannte Kleinesche Kegelbahn auf dem Gelände des heutigen Reiseunternehmens Begemann an der (heutigen) Weserstraße verlegt. 1875 erfolgte ein erneuter Umzug ins Armbstersche Haus Nr. 140 (heute Textilhaus Finkhäuser) und 1887/88 in die damalige Koppelstraße (heute: Poststraße), wo ein eigenes Schulgebäude errichtet wurde.
Am 1. April 1901 ging die Privatschule in die Trägerschaft der Stadt Vlotho über und bekam den Namen Höhere Stadtschule Vlotho a. d. Weser. Im Zeitraum von 1901 bis 1918 hatte die Schule im Durchschnitt 103 Schüler. Ab 1920 bestand ein Elternbeirat. 1925/1926 war die Schülerzahl auf 154 angestiegen. Diese mussten ein Schulgeld von 120 Reichsmark (auswärtige Schüler: 150 RM) entrichten. 1936 fiel die Schülerzahl auf 87 und stieg im Schuljahr 1943/44 auf 232 an.
Mitte Januar 1944 wurde die 5. Klasse als Flakhelfer eingezogen und erhielt Unterricht in einer Flakstellung an der Eisenbahnbrücke Vlotho. Am 1. April 1945 kam der Unterricht gänzlich zum Erliegen und wurde am 7. Januar 1946 wieder aufgenommen. Durch die Wahl eines mathematisch-naturwissenschaftlichen Schultyps änderte sich der Name in Mathematisch-naturwissenschaftliche Oberschule, Klassen 1–6.
1950 wurde die Ausrichtung neusprachlich und der Name lautete sodann: Städtisches Neusprachliches Progymnasium Vlotho a. d. Weser. Aus Platzmangel wurde in zwei Schichten vor- und nachmittags unterrichtet, denn seit 1946 gab es durchschnittlich 341 Schüler. Von 1953 bis 1959 wurde das Schulgebäude in der Poststraße erweitert. Seit den 1950er Jahren besteht eine Schulpflegschaft und eine Schülervertretung.
1962 wechselte der Name zum fünften Mal zu Städtisches Neusprachliches Gymnasium i. E. in Vlotho/Weser (seit 1964 ohne den Zusatz i. E.) 1965 wurde erstmals das Abitur an 11 Schüler verliehen. Bislang mussten die Schüler die gymnasiale Oberstufe in den Gymnasien benachbarter Städte durchlaufen.
Am 4. Juni 1964 erfolgte der erste Spatenstich für den Neubau des von den Bielefelder Architekten Ulbrecht und Moratz entworfenen Schulgebäudes auf dem Winterberg. Dieses konnte im Juni 1966 bezogen werden. Die urkundliche Übergabe erfolgte allerdings erst am 9. Dezember 1968.
Am 4. Juni 1966 wurde die Schule zum Land Nordrhein-Westfalen verstaatlicht, hieß sodann Staatliches Neusprachliches Gymnasium in Vlotho und mit Erlass vom 17. August 1967 Staatliches Weser-Gymnasium Vlotho Neusprachliches Gymnasium für Jungen und Mädchen. Am 1. Januar 1974 ging das Weser-Gymnasium, aufgrund eines Beschlusses des Stadtrats von Vlotho vom 4. Dezember 1973, erneut in städtische Trägerschaft über. Zum neunten und bislang letzten Mal wurde der Name in den heute gültigen, Weser-Gymnasium Vlotho, geändert.
Das zweizügig geplante Gymnasium wuchs dreizügig auf. Im Schuljahr 1968/1969 war die Schülerzahl auf 464 gestiegen, sodass 1975/76 vier Klassen-Pavillons in Leichtbauweise errichtet werden mussten. Im Schuljahr 1981/82 erreichte die Schülerzahl mit 981 ihr Allzeithoch. 113 Schüler legten in diesem Schuljahr erfolgreich ihr Abitur ab.
Zwischenzeitlich wurde als Fremdsprache neben Englisch, Französisch und Latein auch Russisch angeboten.
Anfang der 2000er wurde die Schule baulich erweitert und renoviert. Das Hauptgebäude wurde aufgestockt und eine neue Doppel-Sporthalle mit Musikräumen und einer Biblio-/Mediothek errichtet. Durch einen Wasserschaden und anschließendem Befall mit Schimmelpilzen schaffte es die Baustelle in die überregionalen Medien.
Erstmals im Abiturjahrgang 2013 wurde das Abitur nach 12 Jahren erworben. Ab dem Abiturjahrgang 2028 wird es am Weser-Gymnasium wieder nach 13 Jahren erworben werden können.

## Liegenschaft
Auf dem heutigen Gelände des Weser-Gymnasiums, welches 1966 beginnend bezogen wurde, befinden sich das Hauptgebäude mit dem sogenannten Pädagogischen Zentrum – PZ (Aula), ein Klassentrakt, eine Große Sporthalle mit Musikräumen, eine Cafeteria/Kiosk, eine Biblio-/Mediothek, eine Kleine Sporthalle, ein Außen-Sportplatz mit Kunstrasen, eine Lauf- und Finnbahn sowie eine Hausmeister-Wohnung.

## Besonderheiten
Die Schule bietet gemeinsames Lernen von Schülern mit und ohne sonderpädagogischen Lernbedarf an. Es nimmt am Projekt SelGO – Selbständiges Lernen mit digitalen Medien in der Gymnasialen Oberstufe teil. Das Fach Erdkunde wird auch in Englisch und Französisch angeboten. Die zweite Fremdsprache, Französisch oder Latein, beginnt ab der Jahrgangsstufe 7.
Das Gymnasium ist ausgezeichnet als MINT-freundliche Schule, als Zukunftsschule NRW im Netzwerk Lernkultur Individuelle Förderung und als Berufswahl- und ausbildungsfreundliche Schule.
Von Montag bis Donnerstag wird in der Cafeteria ein warmes Mittagessen angeboten. Für Schüler der 5. und 6. Klasse besteht von Montag bis Donnerstag die Möglichkeit der Nachmittagsbetreuung von 13:10 bis 15:45 Uhr.

## Arbeitsgemeinschaften
Am Weser-Gymnasium Vlotho bestehen verschiedene Arbeitsgemeinschaften. Dazu zählen Musik-, Tanz, Fremdsprachen- und Sport-AGs sowie eine Licht und Ton, Kunst-, Schulsanität- und Schülervertretungs-AG.

## Schul-Kooperationen
Es bestehen mit folgenden Schulen eine Kooperation:
- Weser-Sekundarschule Vlotho
- Gemeinschaftsschule Kalletal
- Private Realschule Schloss Varenholz
- Deutsches Gymnasium/Rigas Valsts Vacu Gimnazija, Lettland (seit 1991)
- Collège Perrot d' Ablancourt, Frankreich
- Lyceo Bassano del Grappa, Italien
- Schulen Nr. 2 Lubsko, Polen

## Vereine
Der Fördererverein des Weser-Gymnasiums Vlotho e. V., dessen Gemeinnützigkeit anerkannt ist, wurde 1951 gegründet. Eltern, Ehemalige und Freunde der Schule tragen durch ihren Mitgliedsbeitrag von mindestens zwölf Euro im Jahr z. B. zur Unterstützung von Arbeitsgemeinschaften, der Cafeteria und schulischer Ausstattung bei.
Zudem besteht ein Verein der Ehemaligen des Weser-Gymnasiums Vlotho e. V.

## Liste der Schulleiter
- 1919–1953: Eugen Neveling
- 1953–1973: Lothar Gaertner
- 1973–1987: Ingeborg Elmendorf
- 1987–2006: Helmut Heinze
- 2006–2018: Jörg Twele
- seit 2018: Guido Höltke

## Bisherige Schulnamen
- Privatschule Vlotho (1868–1901)
- Höhere Stadtschule Vlotho a. d. Weser (1901–1946)
- Mathematisch-naturwissenschaftliche Oberschule, Klassen 1–6 (1946–1950)
- Städtisches Neusprachliches Progymnasium in Vlotho/Weser (1950–1962)
- Städtisches Neusprachliches Gymnasium i. E. in Vlotho/Weser (1962–1964)
- Städtisches Neusprachliches Gymnasium in Vlotho/Weser (1964–1966)
- Staatliches Neusprachliches Gymnasium in Vlotho (1966–1967)
- Staatliches Weser-Gymnasium Vlotho Neusprachliches Gymnasium für Jungen und Mädchen (1967–1973)
- Weser-Gymnasium Vlotho (seit 1974)

## Bekannte Schüler
- Jörg Wrachtrup (* 1961), Physiker
- Arndt Klocke (* 1971), Politiker (Bündnis 90/Die Grünen)
- Sebastian Krämer (* 1975), Musiker
- Joris Ramon Buchholz (* 1989), Musiker
- Caroline Wiemann (* 1992), Journalistin